# Воля-Дубовська
Воля-Дубовська (пол. Wola Dubowska) — село в Польщі, у гміні Ломази Більського повіту Люблінського воєводства.
Населення — 107 осіб (2011).
У 1975-1998 роках село належало до Білопідляського воєводства.

## Демографія
Демографічна структура станом на 31 березня 2011 року:
|          | Загалом | Допрацездатний вік | Працездатний вік | Постпрацездатний вік |
| -------- | ------- | ------------------ | ---------------- | -------------------- |
| Чоловіки | 59      | 10                 | 42               | 7                    |
| Жінки    | 48      | 7                  | 24               | 17                   |
| Разом    | 107     | 17                 | 66               | 24                   |